# Thomas Drake Tyrwhitt-Drake
Thomas Drake Tyrwhitt-Drake (14 janvier 1749 - 18 octobre 1810) né Thomas Drake, plus tard Thomas Drake Tyrwhitt, est un député britannique d'Amersham de 1795 à 1810. 

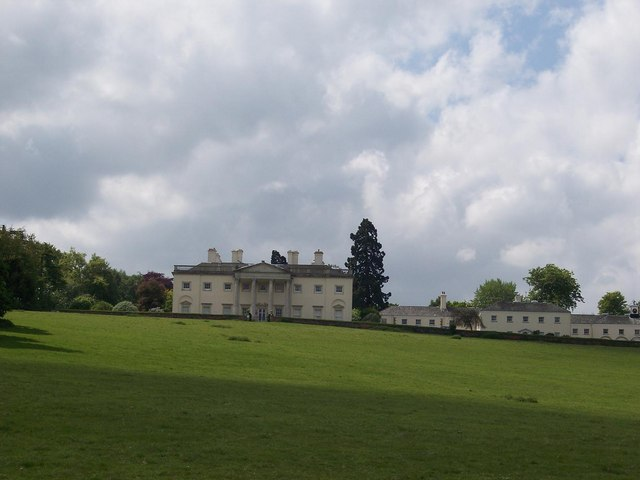
Shardeloes - le siège de la famille Drake

## Biographie
Thomas Drake est né le 14 janvier 1749, second fils de William Drake, député d'Amersham de 1746 à 1796, et de son épouse Elizabeth, fille de John Raworth, de Londres. Il fait ses études à la Westminster School et au Brasenose College, Oxford. Son frère aîné William Drake est décédé avant leur père. Thomas adopte le nom de famille Tyrwhitt en 1776 pour hériter des terres de son cousin John de la Fontaine Tyrwhitt, 6e baronnet, puis du nom de famille additionnel de Drake en 1796, à la mort de son père.  
Il épouse, le 8 août 1780, Anne Wickham, fille du révérend William Wickham de Garsington, Oxfordshire. Le révérend Wickham est le propriétaire du manoir de Garsington et, à sa mort, en 1770, les domaines passent à Anne; quand elle épouse Tyrwhitt-Drake, ils entrent dans sa famille et font partie de son domaine jusqu'à ce qu'il soit vendu en 1914 à Philip Morrell. Ensemble, ils ont cinq fils et trois filles:  
- Thomas Tyrwhitt-Drake (en) (1783 - 1852) est député d'Amersham de 1805 à 1832[3]
- William Tyrwhitt-Drake (1785 - 1848) est député d'Amersham de 1810 à 1832
- John Tyrwhitt-Drake, recteur d'Amersham, épouse Mary Annesley, troisième fille d'Arthur Annesley de Bletchingdon, dans le Oxfordshire. Il se remarie à Emily Drake-Garrard, cinquième fille de Charles Drake Garrard (en).
- George Tyrwhitt-Drake, recteur de Malpas, Cheshire. Il épouse Jane Halsey, deuxième fille de Joseph Halsey de Gaddesden.
- Frederick William Tyrwhitt-Drake.
- Mary Frances Tyrwhitt-Drake.
- Anne Tyrwhitt-Drake. Elle épouse Hugh Richard Hoare, de Lillingstone, dans le Buckinghamshire.
- Louisa Isabella Tyrwhitt-Drake. Elle épouse le révérend John Anthony Partridge, recteur de Cranwich, dans le Norfolk.

Il occupe le poste de shérif du Glamorganshire pendant l'année 1786-1775 et est nommé capitaine de l'Infanters volontaires d'Amersham en 1798. 

## Carrière politique
L'arrondissement d'Amersham est un " Bourg pourri " dans lequel une famille dirigeante, ici les Drakes, contrôle le siège et peut effectivement choisir qui sont les deux député au parlement de l'arrondissement. Depuis 1790, William Drake et son fils, également appelé William, sont les deux députés; cependant, en 1795, le jeune William meurt et Tyrwhitt-Drake, qui est le fils cadet suivant, occupe son siège vacant. Un an plus tard, l'aîné William démissionne de son siège et meurt peu de temps après,. 
Il est en grande partie partisan du gouvernement de William Pitt le Jeune et ne s'oppose pas à celui de Henry Addington. Il est considéré comme moins fiable en 1804 et vote pour que Lord Melville soit poursuivi l'année suivante. Il vote ensuite avec les ministres en 1810. Il meurt avant la fin du Parlement, le 18 octobre 1810, et son fils, William Tyrwhitt, occupe son siège (son fils aîné, Thomas, étant député depuis 1805) ,. 